# Nakajima-Zwanzig-Gleichung
Die Nakajima-Zwanzig-Gleichung (benannt nach den beiden Physikern Sadao Nakajima und Robert Zwanzig) ist eine Integrodifferentialgleichung, welche die Zeitentwicklung des „relevanten“ Anteils eines quantenmechanischen Systems beschreibt. Sie wird im Dichteoperatorformalismus formuliert und kann als Verallgemeinerung der Mastergleichung angesehen werden.
Die Gleichung ist Teil der Mori-Zwanzig-Theorie in der statistischen Mechanik irreversibler Prozesse (benannt zusätzlich nach Hazime Mori). Dabei wird mit Hilfe eines Projektionsoperators die Dynamik in einen langsamen, kollektiven Anteil zerlegt (relevanter Anteil) und in einen schnell fluktuierenden irrelevanten Anteil. Ziel ist es, dynamische Gleichungen für den kollektiven Anteil zu entwickeln.

## Herleitung
Beginnend mit der quantenmechanischen Liouville-Gleichung (von Neumann Gleichung)
{\displaystyle {d}_{t}\rho ={\frac {i}{\hbar }}[\rho ,H]=L\rho }
mit dem Liouvilleoperator {\displaystyle L} definiert durch {\displaystyle LA={\frac {i}{\hbar }}[A,H]}.
Der Dichteoperator (Dichtematrix) {\displaystyle \rho } wird durch den Projektionsoperator
{\displaystyle {\mathcal {P}}}
in zwei Anteile
{\displaystyle \rho =\left({\mathcal {P}}+{\mathcal {Q}}\right)\rho }
zerlegt, mit {\displaystyle {\mathcal {Q}}\equiv 1-{\mathcal {P}}}. Der Projektionsoperator {\displaystyle {\mathcal {P}}} projiziert auf den oben angesprochenen relevanten Anteil, für den eine Bewegungsgleichung abgeleitet werden soll.
Die Liouville - von Neumann Gleichung kann also durch
{\displaystyle {{d}_{t}}\left({\begin{matrix}{\mathcal {P}}\\{\mathcal {Q}}\\\end{matrix}}\right)\rho =\left({\begin{matrix}{\mathcal {P}}\\{\mathcal {Q}}\\\end{matrix}}\right)L\left({\begin{matrix}{\mathcal {P}}\\{\mathcal {Q}}\\\end{matrix}}\right)\rho +\left({\begin{matrix}{\mathcal {P}}\\{\mathcal {Q}}\\\end{matrix}}\right)L\left({\begin{matrix}{\mathcal {Q}}\\{\mathcal {P}}\\\end{matrix}}\right)\rho }
dargestellt werden.
Die zweite Zeile wird formal durch
{\displaystyle {\mathcal {Q}}\rho ={{e}^{{\mathcal {Q}}Lt}}Q\rho (t=0)+\int _{0}^{t}{dt'{{e}^{{\mathcal {Q}}Lt'}}{\mathcal {Q}}L{\mathcal {P}}\rho (t-{t}')}}
gelöst. Eingesetzt in die erste Gleichung erhält man die Nakajima-Zwanzig-Gleichung:
{\displaystyle {\text{d}}_{t}{\mathcal {P}}\rho ={\mathcal {P}}L{\mathcal {P}}\rho +\underbrace {{\mathcal {P}}L{{e}^{{\mathcal {Q}}Lt}}Q\rho (t=0)} _{=0}+{\mathcal {P}}L\int _{0}^{t}{dt'{{e}^{{\mathcal {Q}}Lt'}}{\mathcal {Q}}L{\mathcal {P}}\rho (t-{t}')}}
Unter der Annahme, dass der inhomogene Term verschwindet und der Abkürzung
{\displaystyle {\mathcal {K}}\left(t\right)={\mathcal {P}}L{{e}^{{\mathcal {Q}}Lt}}{\mathcal {Q}}L{\mathcal {P}}},
{\displaystyle {\mathcal {P}}\rho \equiv {{\rho }_{rel}}}
sowie der Ausnutzung von
{\displaystyle {\mathcal {P}}^{2}={\mathcal {P}}}
erhält man die endgültige Form
{\displaystyle {\text{d}}_{t}{\rho }_{rel}={\mathcal {P}}L{{\rho }_{rel}}+\int _{0}^{t}{dt'{\mathcal {K}}({t}'){{\rho }_{rel}}(t-{t}')}}

### Originalarbeiten
- Sadao Nakajima: On Quantum Theory of Transport Phenomena. In: Progress of Theoretical Physics. Band 20, Nr. 6, 1958, S. 948–959.
- Robert Zwanzig: Ensemble Method in the Theory of Irreversibility. In: Journal of Chemical Physics. Band 33, Nr. 5, 1960, S. 1338–1341.